# Funções da linguagem
Todo ato de comunicação possui um objetivo. As funções de linguagem são formas de utilização da linguagem para cumprir determinado objetivo, de acordo com a intenção de quem fala ou traz a mensagem. Em outras palavras, funções da linguagem são recursos de ênfase que atuam segundo a intenção do produtor da mensagem, cada qual abordando um diferente elemento da comunicação. O linguista Roman Jakobson divide as funções da linguagem em seis componentes:
1. Emissor: quem fala;
2. Receptor: com quem se fala;
3. Mensagem: o que se fala;
4. Referente ou contexto: assunto da mensagem;
5. Canal ou contato: veículo da mensagem;
6. Código: sistema de linguagem.[1]

| Intenções na comunicação          | Funções         |
| --------------------------------- | --------------- |
| Emocionar                         | Emotiva         |
| Convencer alguém                  | Conativa        |
| Informar algo                     | Referencial     |
| Explicar uma palavra, um texto... | Metalinguística |
| Iniciar ou finalizar uma conversa | Fática          |
| Enfeitar a linguagem              | Poética         |

## Elementos da comunicação
- Emissor: quem envia a mensagem (pode ser uma única pessoa ou um grupo de pessoas) também conhecido como remetente.
- Receptor: quem recebe a mensagem (um indivíduo ou um grupo), também conhecido como destinatário. Como em situações de comunicação real o emissor e o receptor trocam de papel, costuma-se dizer que emissor e receptor são interlocutores.
- Mensagem: objeto físico da comunicação, aquilo que se transmite.
- Referente ou Contexto: objeto ou a situação a que a mensagem se refere, o que está na mensagem.
- Canal ou Contato: meio pelo qual a mensagem é transmitida. Um microfone, a internet, ou até mesmo o ar atmosférico.
- Código: conjunto de signos convencionais dos interlocutores no ato da comunicação. Língua portuguesa, inglesa, etc.

## Funções da Linguagem

### Função Emotiva ou Expressiva
Esta função ocorre quando se destaca o emissor. A mensagem é centrada nas opiniões, sentimentos e emoções do emissor, sendo um texto completamente subjetivo e pessoal. A ideia de destaque do locutor dá-se pelo emprego da 1ª pessoa do singular, tanto das formas verbais, quanto dos pronomes. É comum a presença de interjeições, reticências e pontos de exclamação.
Exemplos: "Tenho um pouco de medo...", "Nós te amamos!"
Alguns dos exemplos de gêneros textuais que contêm a função emotiva são: diário, relato pessoal, blog, vlog, relato de viagem, carta pessoal, novela, depoimento, entrevista, narrativa memorialista, crítica subjetiva (teatral ou cinematográfica), textos poéticos...

### Função Apelativa, Conativa ou Imperativa
É voltada para o receptor. Apresenta tom imperativo e é muito encontrada em propagandas, discursos, sermões, pregações e palestras.
A mensagem é centrada no receptor e organiza-se de forma a influenciá-lo, ou chamar sua atenção, o contexto torna-se a parte mais importante da mensagem. Geralmente, usa-se a 2ª pessoa do discurso (tu/você; vós/vocês), vocativos e formas verbais ou expressões no imperativo.
Exemplos: "Beba Coca-Cola"," Vem pra Caixa você também, vem!", "Seja um bom aluno", ''O melhor é Ipê''.
São exemplos de gêneros textuais com a função conativa: propagandas, publicidades, discursos políticos ou de autoridade, textos de horóscopo e autoajuda, receitas, manuais.

### Função Poética ou Estética
É aquela que se centra sobre a própria mensagem. Tudo o que, numa mensagem, suplementa o sentimento da mensagem através do jogo de sua estrutura, de sua tonalidade, de seu ritmo, de sua sonoridade. Essa função é capaz de despertar no leitor o prazer estético e surpresa. É explorado na poesia e em textos publicitários.
Exemplo: o poema "Quadrilha" de Carlos Drummond de Andrade.
Pode-se encontrar função poética nos gêneros textuais: poema, cordel, letra de música...

### Função Referencial, Denotativa, Informativa ou Cognitiva
O referente (o contexto, o assunto) é o objeto ou situação de que a mensagem trata. A função referencial privilegia justamente o referente da mensagem, buscando transmitir informações objetivas sobre ele. Textos jornalísticos, científicos e didáticos são exemplos típicos.
Exemplo: "Nos vertebrados, esta resposta inclui uma série de alterações bioquímicas, fisiológicas e imunológicas coletivamente denominadas inflamação." (Descrição de inflamação em um artigo científico).
A função referencial é muito comum em textos jornalísticos, tais como: notícia, reportagem, editorial e outros tipos de texto como artigo de opinião, carta de leitor, carta de reclamação, carta de solicitação, discurso de defesa e acusação, autobiografia, biografia, relato histórico, relato de experiência, ensaio, debate regrado, exposição oral, seminário, conferência, relatório científico, carta comercial, redação técnica e oficial...

### Função Fática
Essa função ocorre quando o canal é o foco na construção do texto. Sua finalidade é estabelecer, prolongar ou interromper a comunicação de seu objeto ou relatar o pavor. São exemplos típicos os inícios das conversas, como os cumprimentos diários, quando ainda não existe um assunto em foco.
Exemplos: ''Sem dúvida, entende? Tudo certo?"
A função fática pode ser encontrada em diversos gêneros textuais que fazem o uso das expressões típicas: piada, publicidade, bilhete, bate-papo virtual, músicas...

### Função Metalinguística
É caracterizada pela preocupação com o código. Pode ser definida como a linguagem que fala dela própria, ou seja, descreve o ato de falar ou escrever. Programas de TV que falam sobre a própria TV ou que falam sobre a própria mídia. Peças de teatro que falam sobre o teatro.
A linguagem (o código) torna-se objeto de análise do próprio texto. Os dicionários e as gramáticas são repositórios de metalinguagem.
Exemplos: Vídeo Show, Observatório da Imprensa, "Frase é qualquer enunciado linguístico com sentido acabado." (Definição de frase).
Os gêneros textuais que podem contar com a linguagem metalinguística também são vários: verbete de dicionário, poema, roteiro, romance, sinopse, resenha, resumo...
OBSERVAÇÃO: vale ressaltar que um mesmo texto pode conter mais de uma função da linguagem. Por isso é importante ressaltar sua intencionalidade discursiva e o meio em que ele circula.